# Симон Воломски
Симон Воломски (рођ. Симеон Михаилов; 18. септембра 1585 – 12. јула 1641) је светитељ Руске православне цркве, у лику преподобног. Био је оснивач и игуман  Симоно-Воломског манастира у Вологдској области.

## Житије
Симеон Михаилов је рођен у близини Волоколамска, у близини Јосифо-Волоколамског манастира. У тешким временима његова породица је остала без средстава за живот. Због тога се преселио у Москву. Тамо је научио је изучио занат, а потом се преселио у Велики Устјуг. Касније је живео у манастиру Соловецком манастиру и Красногорском Богородичином манастиру, где је 1609. године прихватио монаштво са именом Симон. Игуман манастира је благословио Симона да живи пустињским подвигом. У потрази за местом за пустињски подвиг посетио је Новгород, Ладогу, Корел, Москву, Вологду и Велики Устјуг. 65 км југо-западно од Великог Устјуга, у Вололским шумама на реци Кичменге 26. јула 1613., Симон је саградио келију, где је касније сазидан манастир.
Пет година након Симоновог пустињског подвига, монашко братство је почело да се окупља око њега. Изградња манастира изазвала је негодовање мештана који су тврдили да ова земља припада њима. Покушали су да протерају монахе, али Симон је примио од цара Михаила Федоровича, писмену тапију за ову земљу. Сукоби нису престали. Сељаци су спалили манастирску цркву. Симон је био мучен, а затим је посечен .
Православна црква прославља светог Симона 12. јула по јулијанском календару, на дан његове мученичке смрти .